# Кущ Олег Павлович
Оле́г Па́влович Кущ (22 жовтня (3 листопада) 1914, Олександрівськ, тепер Запоріжжя — 1 січня 1984, Львів) — український бібліограф. Укладач бібліографічних праць «Олександр Гаврилюк» (1957), «Осип Маковей» (1958), «Ольга Кобилянська» (1960), «Василь Стефаник» (1961) та ін. 1952 року брав безпосередню участь у знищенні мистецьких творів із колекції Львівського музею українського мистецтва.

## Біографічні відомості
Учасник Другої світової війни. 1952 року закінчив Львівський університет. Працював у Львівській науковій бібліотеці імені Василя Стефаника АН України.

## Бібліографічна діяльність
Олег Кущ залишив значну творчу спадщину: майже 30 окремо виданих біблографічних і методичних матеріалів, 230 різних статей, бібліографічних описів, рецензій, був редактором і членом редколегії різних бібліографічних покажчиків, а також праць з питань бібліографії, бібліотекознавства та книгознавства, більшість з яких була видана ЛНБ.
Кілька статей було присвячено цій бібліотеці: розкриттю її фондів, участі співробітників у журналі «Советская библиография», численні бібліографічні огляди матеріалів, репрезентованих на виставці в бібліотеці, інформація про різні події, наради тощо. В колі його інтересів була й архівна справа, книжкова торгівля та книжкова критика.
Проте саме бібліографічна робота стала головною справою його життя, діапазон якої надзвичайно різноманітний. Ним складено десятки бібліографічних праць: і персональні, присвячені українським, російським і зарубіжним письменникам, і бібліографічні, і галузеві, і краєзнавчі, і тематичні — про Комуністичну партію Західної України, про Леніна, прикордонників, розвідників Великої Вітчизняної війни, на атеїстичну тематику тощо.
Останньою капітальною бібліографічною працею Олега Павловича став покажчик, підготовлений разом із Л.Квятківською «Львівська наукова бібліотека ім. В.Стефаника АН УРСР (1940–1980): Покажчик видань бібліотеки та літератури про її діяльність» (Львів, 1982. — 106 с.), де подано понад 900 бібліографічних записів.
Перше місце бібліографічній діяльності Куща посідає літературна бібліографія, де саме і виявилися його неабиякі здібності, високий професіоналізм. Цьому сприяли ґрунтові знання української, російської і зарубіжної літератури та їх взаємин.
1980 року ЛНБ видала бібліографічний покажчик Є.Кравченка «Олег Павлович Кущ», де представлені його окремі видання, публікації в пресі, літературно-критичні статті, рецензії, бібліографічні огляди, праці, що вийшли за його редагуванням, а також матеріали про бібліографічну та літературно-критичну діяльність бібліографа, рецензії на них і т. ін. Усього в покажчику зафіксовано 425 бібліографічних записів.